# Paralia Chiona (Palekastro)
Chiona (griechisch Παραλία Χιόνα oder Χιώνα Paralia Chiona) ist ein Strand im Osten der griechischen Insel Kreta. Er liegt an der Bucht von Kouremenos (Όρμος Κουρεμένος) des Levantinischen Meeres und gehört zur Ortsgemeinschaft Palekastro (Παλαίκαστρο) der Gemeinde Sitia (Σητεία).

## Lage und Beschreibung
Chiona liegt 1,9 Kilometer östlich des Ortes Palekastro und 1,1 Kilometer östlich von Angathia (Αγκάθια) am südlichen Fuß des 90 Meter hohen Hügels Kastri (Καστρί). Der Strand wird an beiden Seiten von niedrigen Felsen begrenzt. Hinter der kleinen Landzunge im Südosten schließen sich in Richtung Plaka (Πλάκα) die Strandbuchten von Bondalaki (Παραλία Μπονταλάκι) an. Am Nord- und Nordwestende von Chiona stehen unterhalb des Kastri drei Tavernen, die bevorzugt Fischgerichte, aber auch Zimmervermietung anbieten. In einer Entfernung von etwa 1,25 Kilometer vor der Küste erheben sich die Inseln Grandes (Νησίδες Γράντες Nisides Grandes) bis zu einer Höhe von 31 Metern aus dem Meer.

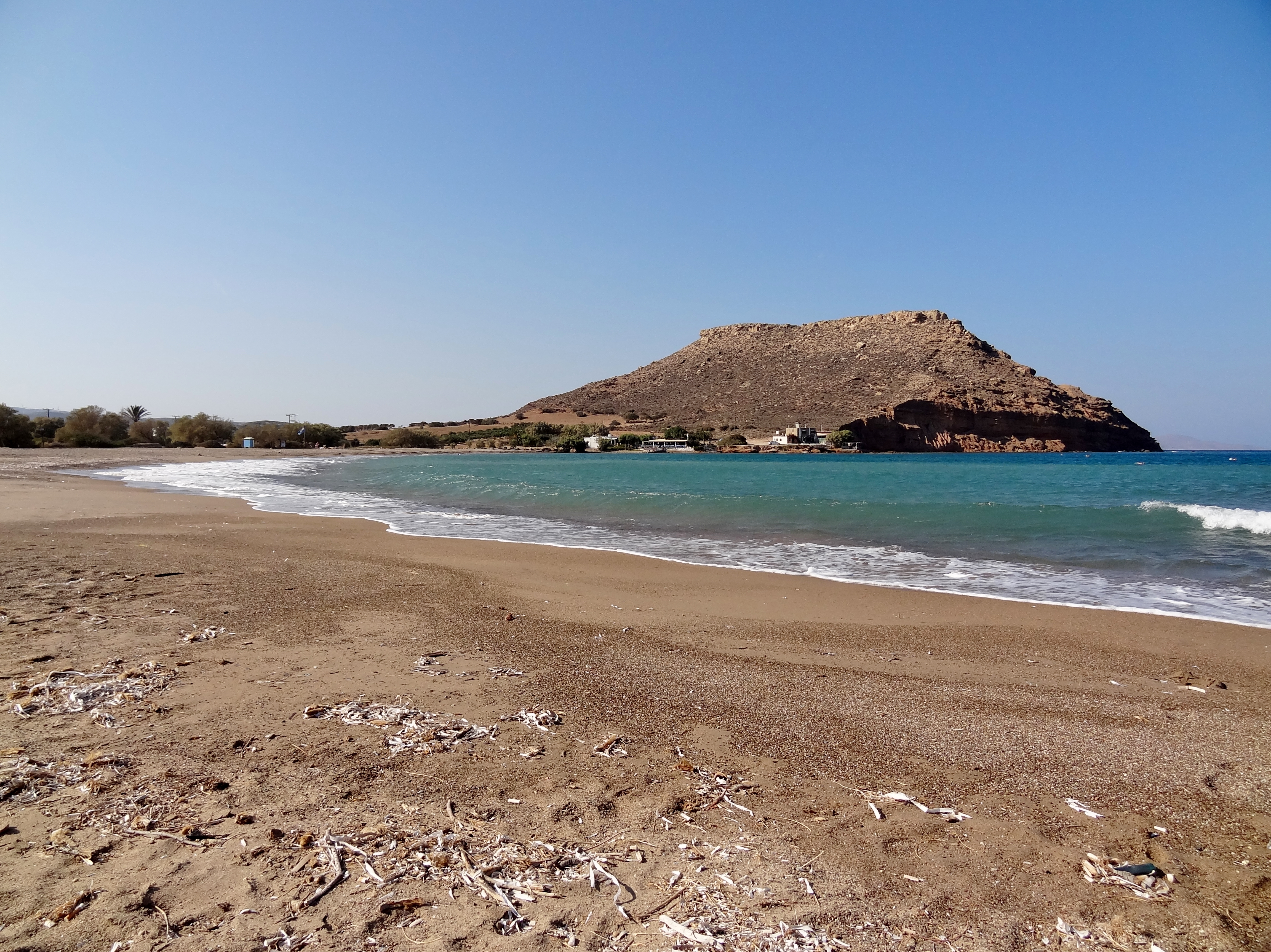
Chiona vor dem Kastri

Hinter dem Strand von Chiona lag im Altertum der Hafen einer minoischen Stadt, deren Überreste bei Roussolakkos (Ρουσσολάκκος) 200 Meter im Südwesten ausgegraben wurden. Die Küstenlinie hat sich seitdem durch die tektonische Absenkung Ostkretas und alluviale Ablagerungen stark verändert. Die Ausgrabungsstätte ist umzäunt und kann zu den Öffnungszeiten besichtigt werden, die Fundstücke befinden sich in den archäologischen Museen von Sitia und Iraklio. Weitere minoische Funde wurden auf dem Kastri und dem Gipfelheiligtum Petsophas 1,1 Kilometer im Süden gemacht. Die Bodenschichtungen der Landzunge im Südosten Chionas und am Strand von Bondalaki deuten manche Wissenschaftler als Hinweise auf einen von der minoischen Eruption ausgelösten Tsunami. Von der geometrischen bis in die römische Zeit stand westlich von Bondalaki das Heiligtum des Diktäischen Zeus.
Der Strand Chiona hat eine Länge von etwa 300 Meter, seine maximale Breite beträgt 30 Meter. Der flach ins Meer führende Sandstrand wird nach Westen von einer Reihe Tamariskenbäumen begrenzt. Hinter ihnen bildet sich von Oktober bis Mai ein 2,36 Hektar großes Feuchtgebiet mit Brackwasserteich, das viele Zugvögel anzieht. Im Sommerhalbjahr wird der Meltemi im Raum Palekastro durch lokale Effekte verstärkt, weshalb der nördliche Nachbarstrand Kouremenos (Παραλία Κουρεμένος) ein bevorzugtes Gebiet zum Windsurfen ist. Chiona wurde 1996 als Badegewässer ausgewiesen. Seit 2010 wird die Wasserqualität regelmäßig nach der EG-Badegewässerrichtlinie überprüft und seit 2012 immer mit ausgezeichnet bewertet.

## Zugang
Palekastro ist über die Landstraße von Sitia zu erreichen. Eine asphaltierte Erschließungsstraße führt von Westen nördlich an Angathia vorbei direkt zu den Tavernen im Nordwesten des Strandes Chiona. Dort befindet sich nördlich des Feuchtgebietes hinter den Tamarisken ein unbefestigter Parkplatz.